# João Ferreira Nunes
João Ferreira Nunes (Lisboa, 22 de Dezembro, 1960) é um Arquiteto paisagista português.

## Biografia
Licenciado em Arquitectura Paisagista pelo Instituto Superior de Agronomia em 1985, obteve o título de Mestre em Arquitectura Paisagista pela Universidade Politécnica da Catalunha, Escuela Técnica Superior de Arquitectura de Barcelona em 1996 .
Em 1989, fundou a PROAP Landscape Architecture Studio, que reúne um grande grupo de profissionais numa equipa multidisciplinar com distintos níveis de especialização em arquitetura paisagista, no sentido mais inclusivo.
João é responsável pela gestão estratégica, executiva e tática de três estúdios internacionais: Lisboa (Portugal), Luanda (Angola) e Treviso (Itália). Coordena as atividades de design, conceituais e criativas e define a estratégia dos processos investigativos.
É docente universitário no Instituto Superior de Agronomia da Universidade de Lisboa desde 1991 e na Universidade IUAV de Veneza, na Universidade Politécnica de Milão, na Universidade Politécnica de Turim, na Universidade Sapienza de Roma, na Faculdade de Arquitetura de Alghero e na Academia de Arquitetura de Mendrisio, Suíça.

## Obra
- Khan Antoun Bey, North Souks Beirute, Líbano
- Ilê de Nantes, Nantes, França
- Orla marítima do Funchal, Funchal, Madeira, Portugal
- Centre for the Unknown, Fundação Champalimaud, Lisboa, Portugal
- Ribeira das Naus, Lisboa, Portugal
- Parque Urbano de Valdebebas, Madrid, Espanha
- Forte Fenestrelle, Turim, Itália
- Plano Diretor da Frente Ribeirinha de Antuérpia, Antuérpia, Bélgica
- Promenade de l'Indépendance, Algieri, Argélia
- Lagoa das Furnas, Margem Regeneração, Açores, Portugal
- Casa no Parque, Jesolo, Itália
- Parque Linear de Ourém, Ourém, Portugal
- Parque Verde do Mondego, Coimbra, Portugal
- Parque Forlanini, Milão, Itália
- Cava do Viriato, Polis Viseu, Viseu, Portugal
- Encosta do Castelo de Silves, Polis Silves, Silves, Portugal
- Jardim da Cordoaria, Porto 2001 – Capital da Cultura; Reabilitação Urbana do Porto, Porto, Portugal
- Alcântara Rio, Antiga Fábrica União das Fontainhas, Lisboa, Portugal
- Parque Tejo Trancão, Lisboa/Loures, Portugal
- Ring Park, Cagliari, Sardenha

## Publicações
- PROAP Arquitectura Paisagista, Edições Note, Lisboa, 2010. ISBN 978-989-97072-0-7
- Concursos Perdidos, Edições PROAP, Lisboa, 2011. ISBN 978-989-20-2767-8

## Monografias
- João Ferreira Nunes (PROAP), Manzar, The Scientific Journal of Landscape, No.15, Verão 2011, Iranian Landscape Journal, Teerão. ISSN: 6447-8002 .
- João Ferreira Nunes (PROAP), Monográficos del Paisaje Asflor Ediciones, Barcelona, 2010. ISBN 978-84-614-3802-0 .

## Prémios e reconhecimentos
- 2011 “Prémio UrbaVerde”, Jardim da República, Santarém, Portugal[1]
- 2010 “VI Prémio Europeu de Paisagem Rosa Barba” Nomeação Castelo de Silves Encosta, Silves, Portugal
- Prémio “UrbaVerde” 2008 Parque Verde do Mondego; Entrada Oeste[2]
- Nomeação “V Prémio Europeu de Paisagem Rosa Barba” 2008 Parque Verde do Mondego; Entrada Oeste[3]
- 2007 “Prémio de Arquitetura da Cidade de Coimbra” Parque Verde do Mondego; Entrada Poente
- Medalha de Bronze “Bienal de Miami Beach” 2007 Mondego Green Park; Entrada Oeste e Margem Sul
- “Prémio UrbaVerde” 2006 Parque Linear de Ourém[4]
- 2003 “III Prémio Europeu de Paisagem Rosa Barba” Nomeação Parque Fluvial do Alamal
- 1999 Nomeação “I Prémio Europeu de Paisagem Rosa Barba” - Parque Tejo Trancão
- 1995 “Prémio de Honra, Centro Waterfront” Parque Tejo Trancão

## Entradas relacionadas
- Arquitetura paisagística